# Blå flicksländor
Blå flicksländor (Coenagrion) är ett släkte i insektsordningen trollsländor som tillhör familjen dammflicksländor. 
Det finns omkring 42 kända arter, av vilka de flesta förekommer i Gamla världen. Tre arter finns i Nordamerika. En art, Coenagrion mercuriale, som finns i Europa klassas som nära hotad av IUNC. I Sverige kallas detta släkte ibland för äkta flicksländor och representeras av sex arter.

## Arter
Se Kategori:Blå flicksländor